# Konrad Wüger
Konrad Wüger – szwajcarski strzelec, mistrz świata.
Był związany z Lucerną i Zurychem. 
Podczas swojej kariery Konrad Wüger zdobył jeden medal na mistrzostwach świata – było to drużynowe złoto w karabinie dowolnym w trzech postawach z 300 m, osiągnięte podczas mistrzostw świata w 1903 roku (skład drużyny: Alfred Grütter, Emil Kellenberger, Louis Richardet, Adolf Tobler, Konrad Wüger). 

## Medale mistrzostw świata
Opracowano na podstawie materiałów źródłowych:
| Mistrzostwa       | Konkurencja                                     | Wynik             | Miejsce |
| ----------------- | ----------------------------------------------- | ----------------- | ------- |
| Buenos Aires 1903 | Karabin dowolny, trzy postawy, 300 m, drużynowo | 4598 pkt. (druż.) |         |